# Huis De Haene

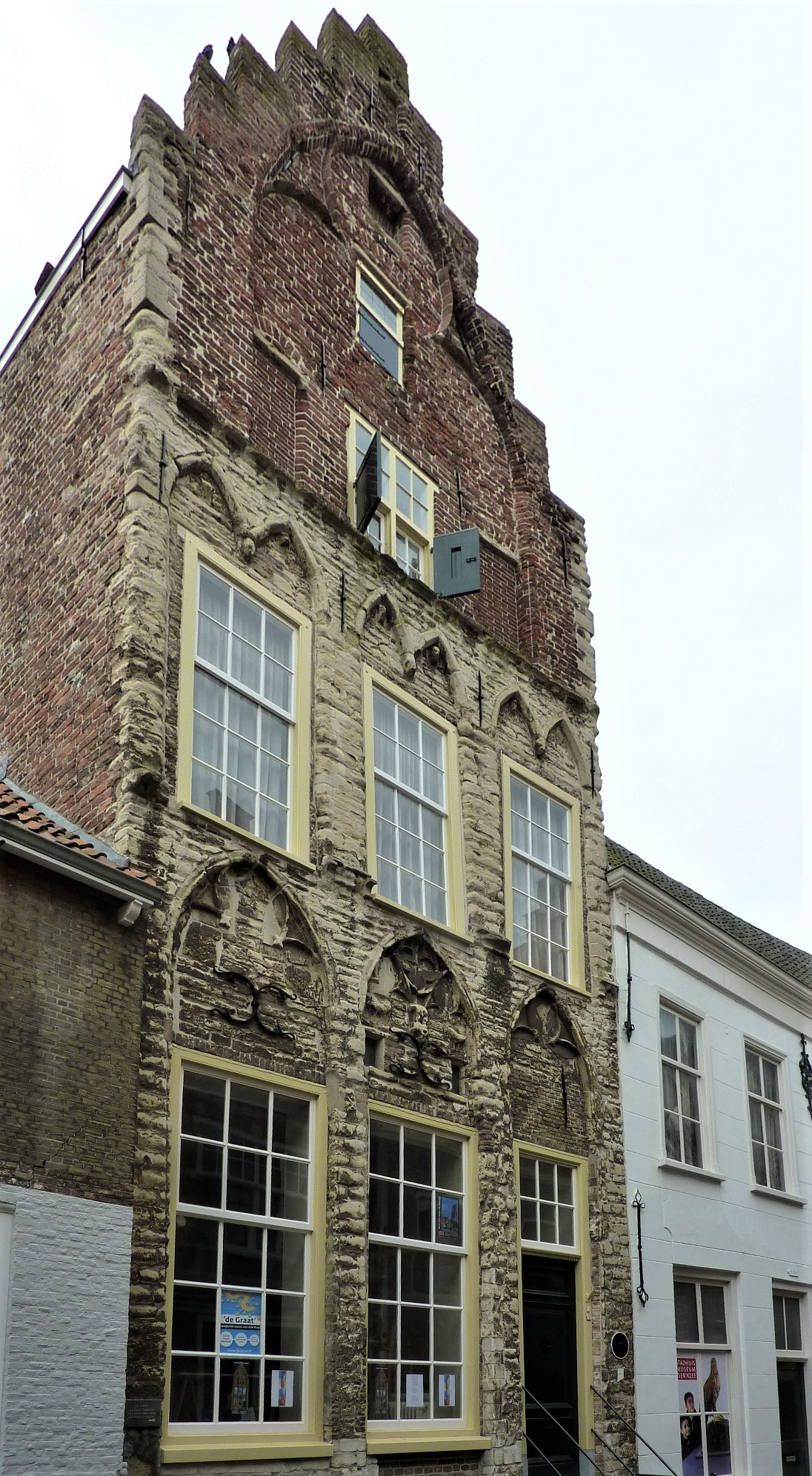
Das Huis De Haene in Zierikzee

Das spätgotische Haus Huis De Haene (auch: Huis De Haan oder Tempelierenhuis) ist ein denkmalgeschütztes Bauwerk in Zierikzee in der niederländischen Provinz Zeeland. Die Einstufung als Rijksmonument erfolgte 1966.

## Geschichte
Das Huis De Haene an der Meelstraat 1 wurde um 1500 errichtet. Der unterkellerte Bau hat im Erdgeschoss ein Holzskelett, das mit belgischen Natursteinen verkleidet ist. Zusätzlich ist die spätgotischen Fassade mit Dreipässen verziert. Der Stufengiebel darüber wurde in Backstein ausgeführt und hat ein großes eingelassenes Spitzbogenfeld mit Nonnenkopf. Über den Fenstern im ersten Geschoss befinden sich Doppelspitzbögen mit heut stark verwitterten gemeißelten Köpfen. Im ersten Stock zeigt das mittlere Spitzbogenfeld  die Überreste von zwei skulptierten Vögeln bzw. Hähnen. Der heutige Eingang auf der rechten Seite ist über einen hohen in seiner jetzigen Form aus dem 18. Jahrhundert stammenden Treppenabsatz mit Podest erreichbar. Die Fassade des Hinterhauses von „De Haene“ an der Poststraat 2 wurde 1978 abgetragen und grundlegend restauriert, wobei die Fassadenverkleidung aus Naturstein mit Spitzbogennischen erneuert wurde. Das Gesims und die Schaufensterfront wurden später hinzugefügt. 